# Siriella bacescui
Siriella bacescui är en kräftdjursart som beskrevs av Udrescu 1981. Siriella bacescui ingår i släktet Siriella och familjen Mysidae. Inga underarter finns listade i Catalogue of Life.